# Мільйон років до нашої ери (фільм, 1966)
«Мільйон років до нашої ери» (англ. One Million Years B.C.) — фільм режисера Дона Чеффі. Дітям рекомендується перегляд разом з батьками. Фільм йшов в радянському прокаті.

## Сюжет
Дія фільму відбувається у вигаданий доісторичний час. Печерні люди співіснують в одному світі з динозаврами і фантастичними істотами (велетенськими павуками і ящірками).
Головний герой фільму Тумак вигнаний зі свого рідного племені Скель через те, що він побився з батьком. Потім він вирушає в мандри. Після нападу велетенської ящірки він виявляє печеру, що є житлом великих людиноподібних мавп, проте вибирається з неї. Він виявляє, що знаходиться недалеко від кратера вулкана. Тумак виявляє величезні п'ятипалі сліди і, йдучи за ними, натикається на бронтозавра і велетенського павука. В результаті він дуже лякається.
Після багатьох днів поневірянь по пустелі, ледве живого, його рятують від смерті незнайомі йому воїни. Вони зуміли прогнати архелона, що з'явився неподалік. Нові одноплемінники набагато цивілізованіші і просунулися далі в еволюції: мають досконалішу мову, їдять з тарілок, проводять обряд похоронів. Люди знаходяться в страху перед дикими тваринами, але Тумак допоміг їм впоратися зі страхом, убивши алозавра, що напав на них. Тумак зближується з дівчиною Лоаною.
Тумак намагається вкрасти спис одного з воїнів, але його спіймали і вигнали з племені разом з Лоаною.
Тумак і Лоана вимушені поневірятися, постійно рятуючись від сповненої небезпек доісторичної фауни. Йдучи старим шляхом вони потрапляють в печеру і рятуються від мавп. Коли Тумал і Лоана рятуються від розлючених трицератопса і цератозавра, що б'ються, їх захоплюють люди з племені Скель. Після сутички з іншою жінкою з племені Скель — Нупонди — Лоана перемагає і завойовує право залишитися з улюбленим чоловіком. Лоана вчить людей племені розважатися. Під час купання її потягнув птеранодон.
Птеранодон приносить Лоану в гніздо і намагається згодувати її дитинчатам, але на нього нападає велетенський рамфоринх і Лоана падає в море. Тумак не зміг її знайти і вважає її мертвою. Лоану знаходить її плем'я.
У фіналі відбувається зіткнення представників двох племен, яке перериває виверження вулкана, що переходить в руйнівний землетрус, в результаті якого гине частина людей і велетенська ящірка, що виявилася поблизу. Жменьці людей вдається врятуватися.

## У ролях
- Ракель Велч — Лоана
- Джон Річардсон — Тумак
- Персі Герберт — Сакана
- Роберт Браун — Ахоба
- Ліза Томас — Сура
- Річард Джеймс
- Вільям Ліон Браун — Пейто
- Мартіна Бесвік — Нупонди
- Жан Владон — Ахот

## Культурне значення
Постери із зображенням Ракель Велч, в образі головної героїні фільму, користувалися значною популярністю. Зокрема у фільмі «Втеча з Шоушенка» цей постер закриває вхід в тунель, який риє головний герой для здійснення втечі.